# Villa Fanzago (Monselice)
Villa Fanzago è una villa ubicata a Monselice in via Galileo Galilei 4, in provincia di Padova.

## Storia

Stemma della nobile famiglia Fanzago

La villa era di proprietà della nobile famiglia Fanzago.
Nel 1846 il complesso era intestato ai fratelli Luigi Pietro e Marco Antonio Maria Fanzago, figli di Francesco Luigi Fanzago e nello stesso anno divenne unico proprietario il primo dei due fratelli.
Nel 1876 la proprietà passò ai figli del predetto Luigi Pietro Fanzago: Francesco Luigi e Filippo Pietro, che nel 1882 ne divenne unico proprietario. Il figlio di quest'ultimo, Aliprando, e la propria madre, la contessa Emilia Bolla di Ambrogio, nel 1890 divennero proprietari della villa.
Nel 1923 il complesso fu venduto dalla contessa Emilia Bolla Fanzago, rimasta unica proprietaria, a Ernesto de Angeli fu Guglielmo. Nel 1928 passava in proprietà per compravendita a Gottardo Amedeo e fratelli, figli di Cesare, e nel 1939 alla Società Anonima Enocianina.
Attualmente la villa è di proprietà di Fausto Ardina.